# Mistrovství světa v malém fotbale hráčů do 23 let
Mistrovství světa v malém fotbale hráčů do 23 let se koná se od roku 2018 a pořádá ho Světová federace malého fotbalu (WMF). Na posledním šampionátu v chorvatském městě Mali Lošinj v říjnu 2024 zvítězili reprezentanti Slovenska.

## Turnaje
| Rok  | Hostitel                 | Finále    | Finále             | Finále             | Zápas o     | Zápas o | Zápas o      |
| Rok  | Hostitel                 | Vítěz     | Skóre              | Poražený finalista | Třetí místo | Skóre   | Čtvrté místo |
| ---- | ------------------------ | --------- | ------------------ | ------------------ | ----------- | ------- | ------------ |
| 2018 | Česko (Praha)            | Česko     | 2 – 1              | Slovensko          | Kolumbie    | 6 – 0   | Itálie       |
| 2021 | Ukrajina (Kyjev)         | Kolumbie  | 4 – 1              | Česko              | Moldavsko   | 3 – 2   | Egypt        |
| 2024 | Chorvatsko (Mali Lošinj) | Slovensko | 2 – 2 (6 – 5) pen. | Česko              | Srbsko      | 3 – 0   | Ázerbájdžán  |
| 2026 |                          |           |                    |                    |             |         |              |

Poznámky:

První šampionát (2018 v Praze) spadal ještě do kategorie U21.

Mistrovství 2021 v Kyjevě bylo odloženo o rok (původní termín v červnu 2020) kvůli pandemii koronaviru.

## Medailový stav podle zemí do roku 2024 (včetně)
| Pořadí | Země      | Zlato | Stříbro | Bronz | Celkem |
| 1.     | Česko     | 1     | 2       | 0     | 3      |
| 2.     | Slovensko | 1     | 1       | 0     | 2      |
| 3.     | Kolumbie  | 1     | 0       | 1     | 2      |
| 4.     | Moldavsko | 0     | 0       | 1     | 1      |
| 4.     | Srbsko    | 0     | 0       | 1     | 1      |